# Johann Heinrich Philipp Seidenstücker
Johann Heinrich Philipp Seidenstücker (* 21. August 1765 in Haynrode; † 26. Mai 1817 in Soest) war ein deutscher Pädagoge und Schulleiter.

## Leben
Johann Heinrich Philipp Seidenstücker wurde als Sohn des Johann Philipp Seidenstücker, der eine Wirtschaft und Metzgerei betrieb und das Amt des Dorfrichters ausübte.
Im Alter von vierzehn Jahren kam er 1779 auf die Lateinschule in Gandersheim und besuchte anschließend das Martineum in Braunschweig; nach deren Abschluss begann er am 9. Februar 1785 ein Studium der Theologie und Philosophie an der Universität Helmstedt. An der Universität hörte er Vorlesungen bei Friedrich August Wiedeburg, der ihn in das philologisch-pädagogische Seminar aufnahm. Bereits seit dem 29. September 1785 war er als Lehrer am Pädagogium Helmstedt beschäftigt und unterrichtete Griechisch, Latein und Hebräisch, später rücke er in die zweite Lehrstelle als Collaborator auf.
Am 9. Januar 1789 wurde er zum zweiten Kustos der Universitätsbibliothek Helmstedt ernannt und promovierte am 18. Juli 1789 mit seiner Dissertation de excolenda triplici memoriae forma zum Doktor der Philosophie.
1790 erhielt er die Erlaubnis als Privatdozent an der Universität Vorlesungen zu halten und wurde am 2. August 1791, durch die Befürwortung der Professoren der philosophischen Fakultät zum Adjunkten ernannt. Er bewarb sich um eine außerordentliche Professur an der Universität, allerdings verzögerte sich seine Anstellung aufgrund der damaligen Reformen im Land, so dass er am 8. Juli 1796 das angebotene Rektorat am Gymnasium in Lippstadt annahm. In seinem neuen Amt geriet er bald in Streit mit den dortigen Geistlichen, weil er die vier Betstunden auf eine beschränkte sowie in eine Auseinandersetzung mit dem Magistrat, der in Druckschriften fortgesetzt wurde; seine Bewerbungen in den Jahren 1798 und 1802 auf eine offene Schulstelle in Holzminden wurden abgelehnt. Die zurückgehenden Schülerzahlen des Gymnasiums führten dazu, dass die Schule in eine Höhere Bürgerschule zu gymnasialen Studien umgewandelt wurde.
1805 entwickelte er den Vorschlag, die getrennten Schulanstalten in Lippstadt zu einer großen Schule zu vereinigen und den Französisch-Unterricht vor dem Latein-Unterricht zu beginnen sowie die Religionslehre konfessionslos zu gestalten; diese Vorschläge wurden jedoch abgelehnt.
1810 verließ er Lippstadt und wurde am 8. Oktober 1810 als Rektor des Archigymnasiums in Soest eingeführt. Er konnte die Besoldung der Lehrer verbessern, eine Gymnasialbibliothek gründen und er ersetzte im Lehrplan das Klassensystem durch das Fachsystem. Nachdem er einen Ruf nach Bremen abgelehnt hatte, erhielt er 1815 den Titel des Schuldirektors.
Johann Heinrich Philipp Seidenstücker war seit dem 9. August 1796 mit Sophie Auguste (* 24. Februar 1773; † 12. Mai 1851), Tochter des August Wilhelm Ottmer, Prior und Prediger in Marienthal bei Helmstedt verheiratet. Gemeinsam hatten sie fünf Söhne und zwei Töchter; von diesen sind namentlich bekannt:
- Wilhelm Seidenstücker (* 1797; † 1856), Gymnasiallehrer in Soest, der seinen vier Brüdern das Studieren ermöglichte;
- Johann Heinrich Friedrich Theodor Seidenstücker  (* 1800; † 1859), evangelisch-lutherischer Pfarrer ab 1825 in Ostönnen, Superintendent;
- Karl Friedrich Wilhelm Seidenstücker (* 1805; † 1873), evangelisch-lutherischer Pfarrer in Meschede, ab 1836 in Borgeln und Großvater des Fotografen Friedrich Seidenstücker;
- Karl Friedrich Philipp Seidenstücker (* 1807; † 1883), Konrektor des Gymnasiums Moers;

## Mitgliedschaften
Am 19. Juni 1786 erfolgte seine Aufnahme als ordentliches Mitglied in die herzogliche Deutsche Gesellschaft in Helmstedt, deren Aufseher er 1793 wurde.

## Schriften (Auswahl)
- Varietatem Interpretationis Locorvm Qvorvmdam Difficiliorvm In Carminibvs Homeri. Schnorrius, Helmstadii 1786.
- Leitfaden für den ersten Unterricht in der hebräischen Sprache. Fleckeisen, Helmstedt 1791.
- Ist der Staat nach reinen Grundsätzen des gesellschaftlichen Vertrags und nach den gemeinen Grundsätzen des bürgerlichen Rechts befugt, den Büchernachdruck zu verbieten, oder nicht? gegen den Freyherrn von Knigge. Helmstedt 1792.
- Grundzüge einer Einleitung zum Studium des Neuen Testaments; zu seinen Vorlesungen bestimmt. Helmstedt 1794.
- Idyllion Viro Amplissimo Ioannis Henrico Philippo Seidenstückero Philosophiae Doctori Et Gymnasii Lippstadiensis Rectori Designato Qvvm A Docendi Mvnere Qvod In Paedagogio Helmstadiensis Ornaverat Abiret Gratissimo Animo Oblatvm. Fleckeisen, Helmstadii 1796.
- Ankündigung einer sittlichen Erziehungs-Anstalt, welche in Vereinigung mit der litterarischen Bildung auf dem Gymnasium zu Lippstadt Michaelis 1796 eingerichtet werden wird. Helmstedt 1796.
- Acten eine auf dem Lippstädtischen Gymnasium für die Schüler eingerichtete Gottesverehrung betreffend: mit einer Einleitung über den öffentlichen Kirchen-Gottesdienst. Fleckeisen, Helmstädt 1797.
- Ueber Schulinspection oder Beweis wie nachtheilig es in unsern Zeiten sei die Schulinspection den Predigern zu überlassen und wie vortheilhaft es dagegen sein würde die Prediger der Inspection der Schullehrer zu unterwerfen. Fleckeisen, Helmstädt 1797.
- Vertheidungsschriften des Rektors Seidenstücker u. des Oberkammerraths Schmitz gegen des Herrn Pastors Schliepstein Anschuldigung einer in Lippstadt gemachten Finsterniß. Dortmund 1799.
- Bemerkungen über die Deutsche Sprache. Helmstedt 1804.
- Anfangsbuch zur Erlernung der Griechischen Sprache. Mallinckrodt, Dortmund/Leipzig 1816.
- Nachlaß betreffend die deutsche Sprache. Dortmund 1818.
- Programme, Schulreden und Briefe über die deutsche Sprache. Soest 1836.

Er verfasste auch Rezensionen in Friedrich August Wiedeburgs humanistischem Magazin und in der Helmstädtischen gelehrten Zeitung, die Heinrich Philipp Konrad Henke herausgab.